# Kvarteret Ugglan

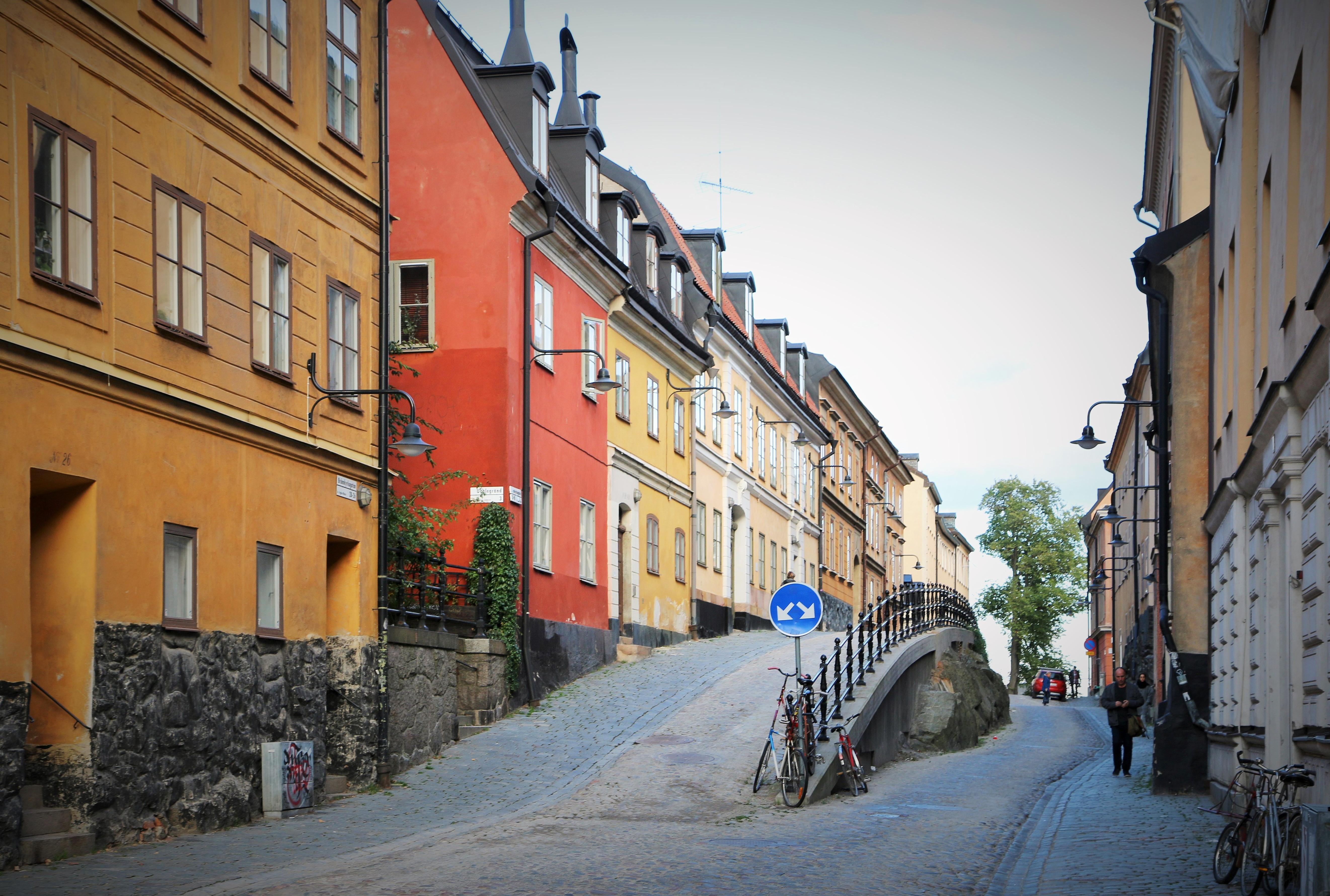
Kvarteret sett mot öster. Från vänster: Ugglan mindre 8, Ugglan större 6, 7, 8 och 9, oktober 2015.

Kvarteret Ugglan ligger i kulturreservatet Mariaberget östra på Södermalm i Stockholm. Kvarteret består av två delar: Ugglan större och Ugglan mindre. Inom båda kvarteren finns flera fastigheter som är blåklassade av Stadsmuseet i Stockholm, vilket innebär att bebyggelsen har "synnerligen höga kulturhistoriska värden" motsvarande fordringarna för byggnadsminnen.

## Kvarteret

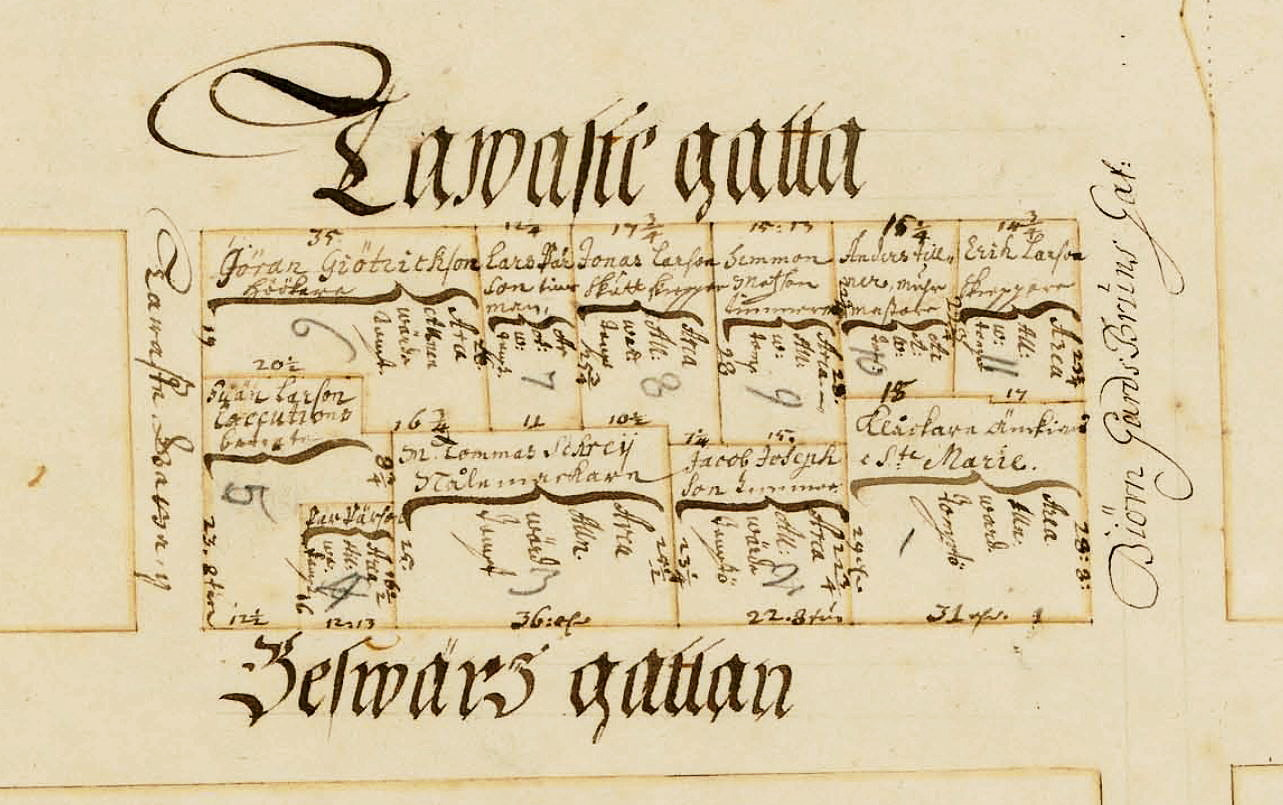
Ugglan större i Holms tomtbok 1679.

Kvarteret Ugglan är belagt sedan mitten av 1600-talet och hör till de äldsta på Södermalm. Kvarteret begränsas i norr av Tavastgatan, i öster av Bellmansgatan, i söder av Brännkyrkagatan och i väster av Blecktornsgränd. 
Kvarteret delas av Ugglegränd i en större del (Ugglan större) åt öster och en mindre del (Ugglan mindre) åt väster. Det senare är ett av Stockholms minsta kvarter. Vid kvarteret återfinns även Brännkyrkagatans ”puckel” som är en rest av den ursprungliga gatunivån och utgör en viktig del av den ålderdomliga miljön. Kvarteret Ugglan större består idag av sex fastigheter: Ugglan större 2, 4, 6, 7, 8 och 9, medan Ugglan mindre har fyra fastigheter: 3, 4, 7 och 8.

## Bebyggelsen, allmänt
De nuvarande husen i kvarteret byggdes huvudsakligen efter Mariabranden 1759 som förstörde omkring 300 gårdar i 20 kvarter i Maria kyrkas omgivningar. Byggherrarna var ofta framgångsrika näringsidkare och välbärgade borgare som både bodde och drev sin verksamhet här. De nya stenhusen ritades av tidens kända murmästare som även uppförde dem, bland dem märks Johan Daniel Degenaer, Johan Wilhelm Henric Elies, Petrus Serén och Johan Wilhelm Friese. Husen mot Brännkyrkagatan har bevarat sin 1700-talskaraktär och representerar tidstypisk borgerlig bebyggelse. De förvärvades på 1930- respektive 1960-talen av Stockholms stad som hade planer på att riva dem. Efter protester upprustades områdets bebyggelse på 1970-talet. Nuvarande fastighetsägare är kommunägda AB Stadsholmen.

### Ugglan mindre 8,Wilhelm Elies hus(Brännkyrkagatan 26)

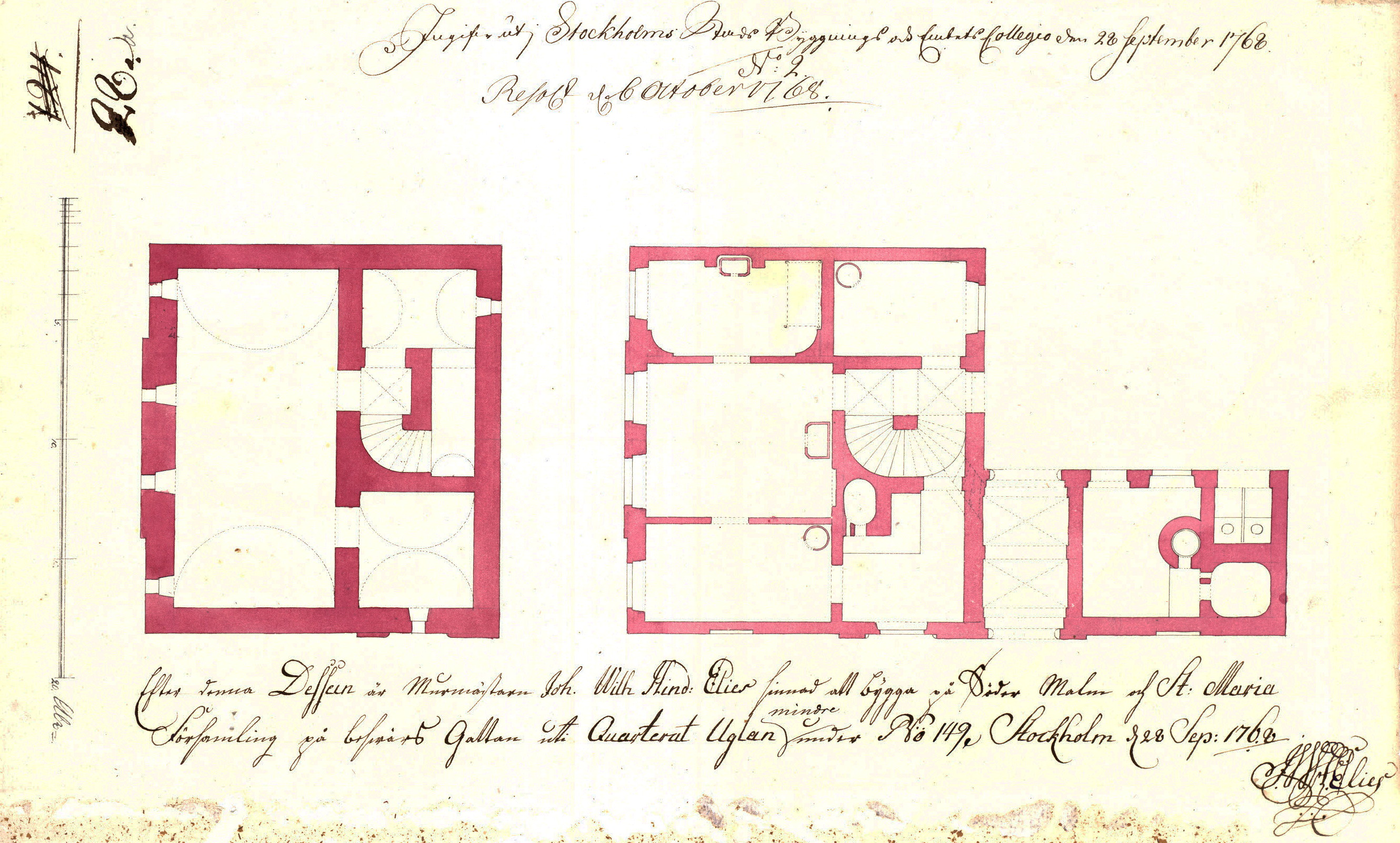
Wilhelm Henric Elies ritning, 1768.

Även Ugglan mindre 8 tillkom i olika etapper. Byggherren var murarmästaren Johan Wilhelm Henric Elies som 1768 uppförde den östra delen mot Ugglegränd.  År 1786 förlängde han huset mot väster och gav hela byggnaden en enhetlig fasad. 1796 ägdes fastigheten av kammarskrivare Nils Löfberg, som lät reparera den västra delen. Löfberg bodde i huset tillsammans med tre söner, en dotter, en hushållerska, en dräng och två pigor. I huset bodde även kofferdikaptenen Samuel Löfberg, samt extra ordinarie kammarskrivare vid kungliga tullverket, Nils Abraham Löfberg. Den senare blev senare fastighetsägare. År 1939 förvärvades fastigheten av staden.
Johan Wilhelm Henric Elies bygglovsritningar för huset i kvarteret Ugglan finns bevarade i Stockholms stadsarkiv. De hör till en samling av cirka 2,5 miljoner historiska byggnadsritningar, som år 2011 utsetts av Unesco till världsminne.

### Ugglan större 6,Kamreraren Bergs hus(Brännkyrkagatan 24)
Det gulputsade huset i hörnet Brännkyrkagatan/Ugglegränd kallas även efter sin första ägare Kamreraren Bergs hus. Direkt efter Mariabranden ansökte han år 1761 om bygglov för ett litet stenhus i två våningar och två fönsteraxlar brett mot gatan samt ingång från gaveln mot Ugglegränd. Efter honom följde både manliga och kvinnliga fastighetsägare. Den sista privata ägaren var en fru Thelenius, efter henne tillträdde Stockholms stad 1939.

### Ugglan större 7,Rönnerbergska huset(Brännkyrkagatan 22)
Innan Mariabranden låg här några timmerhus i två våningar och en vedbod. Tomtägaren var lanttullvaktmästaren Fredrik Rönnerberg som 1759 lät uppföra ett stenhus efter ritningar av murmästaren Johan Wilhelm Friese. Rönnerberg avled innan huset var färdigbyggt och ägdes sedan av hans änka och efter henne av tullinspektören Blomberg som sålde det till stenhuggarmästaren Johan Petter Blom (född 1720). Den senare ägde även intilliggande fastighet (se nedan). År 1770 bodde här Blom och hans hustru Elisabeth (född 1717) med tre barn, fyra stenhuggarlärlingar, en piga och sex hyresgäster. De båda sönerna var stenhuggargesäller hos fadern. Ugglan större 7 hade många ägare, den sista var en ingenjör Höglund innan Stockholms stad köpte huset 1939.

### Ugglan större 8,Johan Petter Blom hus(Brännkyrkagatan 20)
| Dekorativa ljusinsläpp på J.P. Bloms port. |  | Dekorativa ljusinsläpp på J.P. Bloms port. |
| Dekorativa ljusinsläpp på J.P. Bloms port. |  |                                            |

Första ägaren var stenhuggarmästaren Johan Petter Blom (se ovan) som lät bygga gathusets västra med fem fönsteraxlar och den vackra entréportalen. I dubbelportens ljusinsläpp finns två runda gjutjärnsgaller med en liten manns- och kvinnobyst i mitten, troligen förställer de husägarparet. Huset stod färdig 1772. Efter husherren uppkallas byggnaden även Johan Petter Blom hus. 1775 flyttade familjen Blom till en fastighet vid Hornsgatan och huset vid Brännkyrkagatan såldes.
På 1830-talet uppfördes gathusets östra del som en kopia av det västra huset från Bloms tid. Dessutom tillkom tre flygelbyggnader inåt gården som tillsammans med gathuset bildar en fyrkant. Bland ägarna fanns järnkramhandlaren Jonas P. Wall och riksantikvarien Robert Mauritz Bowallius.  Fastigheten förvärvades av Stockholms stad 1939.

### Ugglan större 9,Lars Westerlings husochWahlbergska huset(Brännkyrkagatan 18A, B)
Byggnaderna på fastigheten Ugglan större 9 tillkom i olika etapper där den äldsta delen härrör från 1700-talets mitt med tunnbindaren Lars Westerling som beställare. Han hade bostad och verkstad i huset. Enligt bygglovsritningen från 1755 rörde det sig om ett stenhus i två våningar med fyra fönsteraxlar mot Brännkyrkagatan. Under 1770-talet lät Westerling uppföra hörnhuset vid Bellmansgatan / Brännkyrkagatan, även kallat Lars Westerlings hus.
Ytterligare ett hus uppfördes 1876 längs med Brännkyrkgatan när laxhandlaren J. Wahlberg var fastighetsägare, efter honom kallas byggnaden även Wahlbergska huset.  Fasaderna mot Brännkyrkagatan fick tidstypisk utformade port- och fönsteromfattningar. År 1879 bodde 70 hyresgäster i Ugglan större 9. Under 1900-talets första halva fanns en damfrisering i en del av huset. Stockholms stad blev ägare 1969.

## Bilder

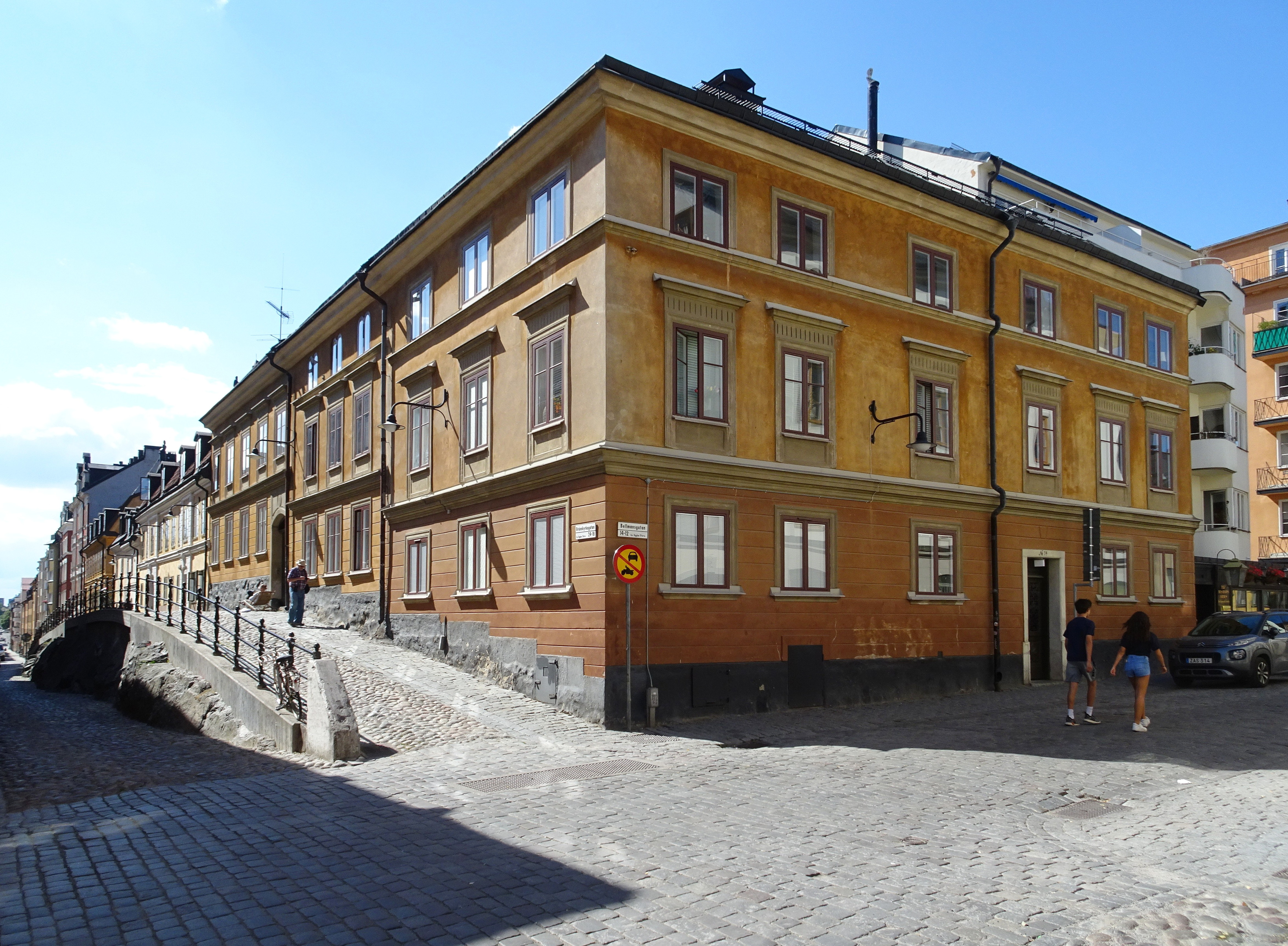
Ugglan större 9, Wahlbergska huset.
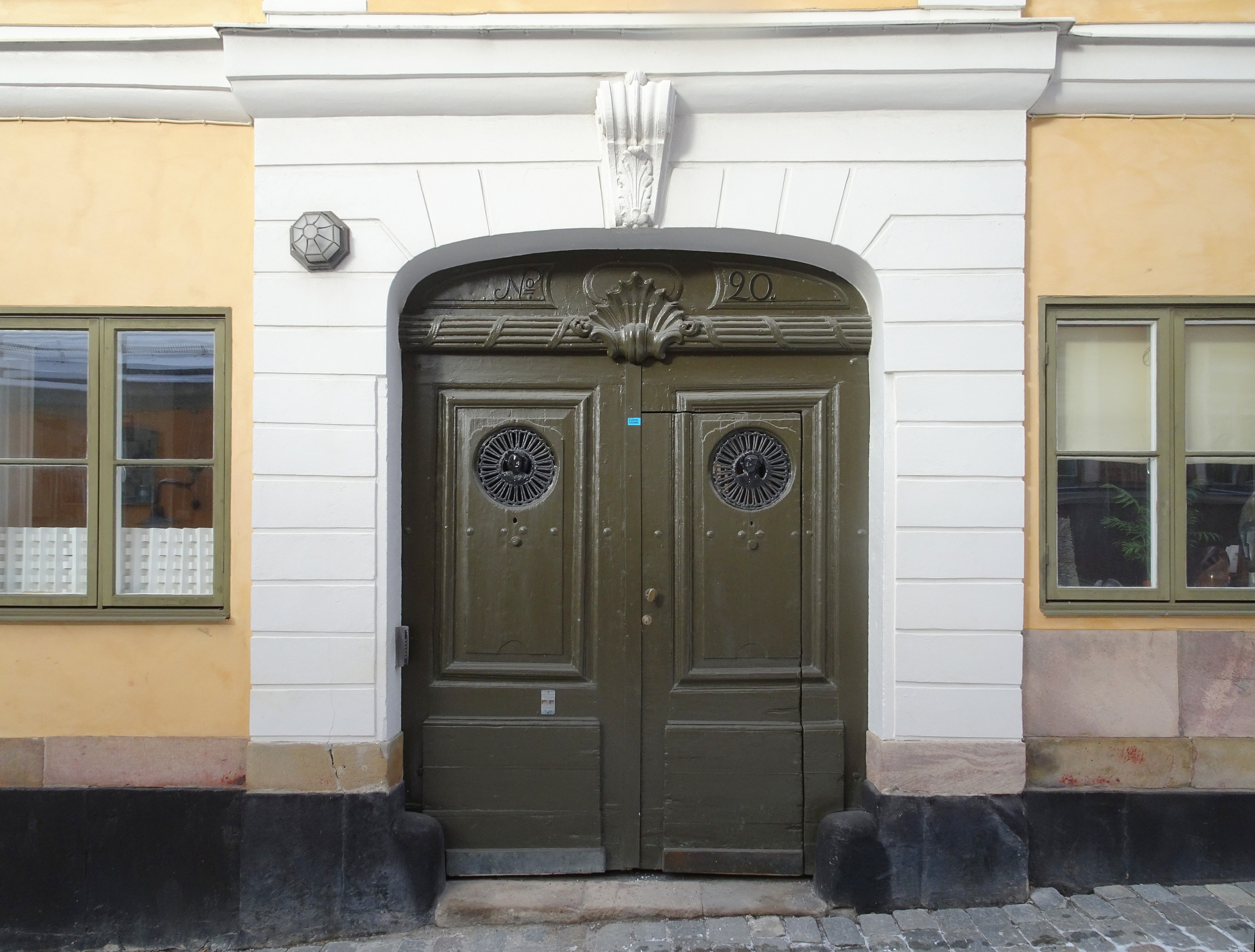
Johan Petter Blom hus, västra entréport.
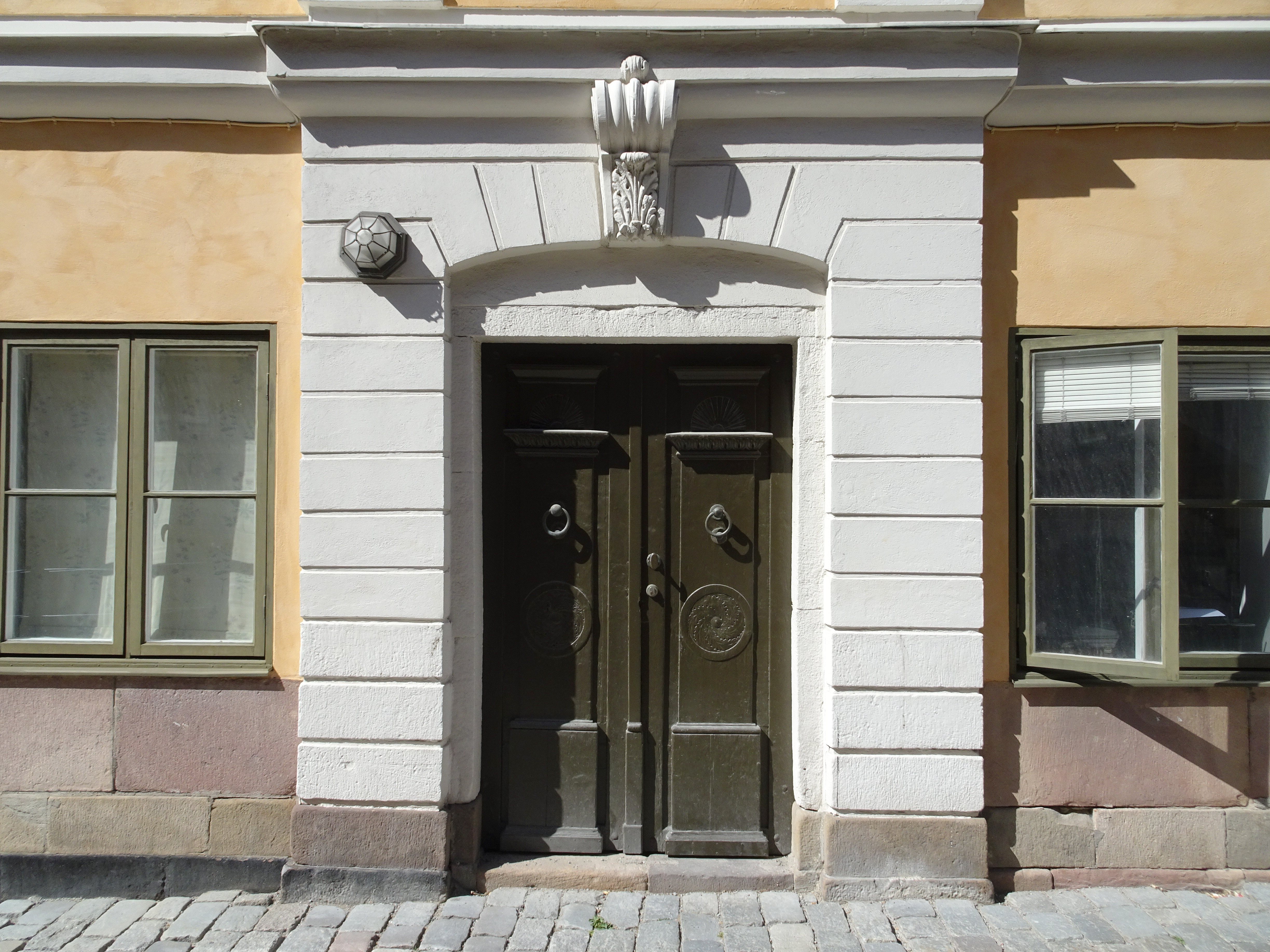
Johan Petter Blom hus, östra entréport.
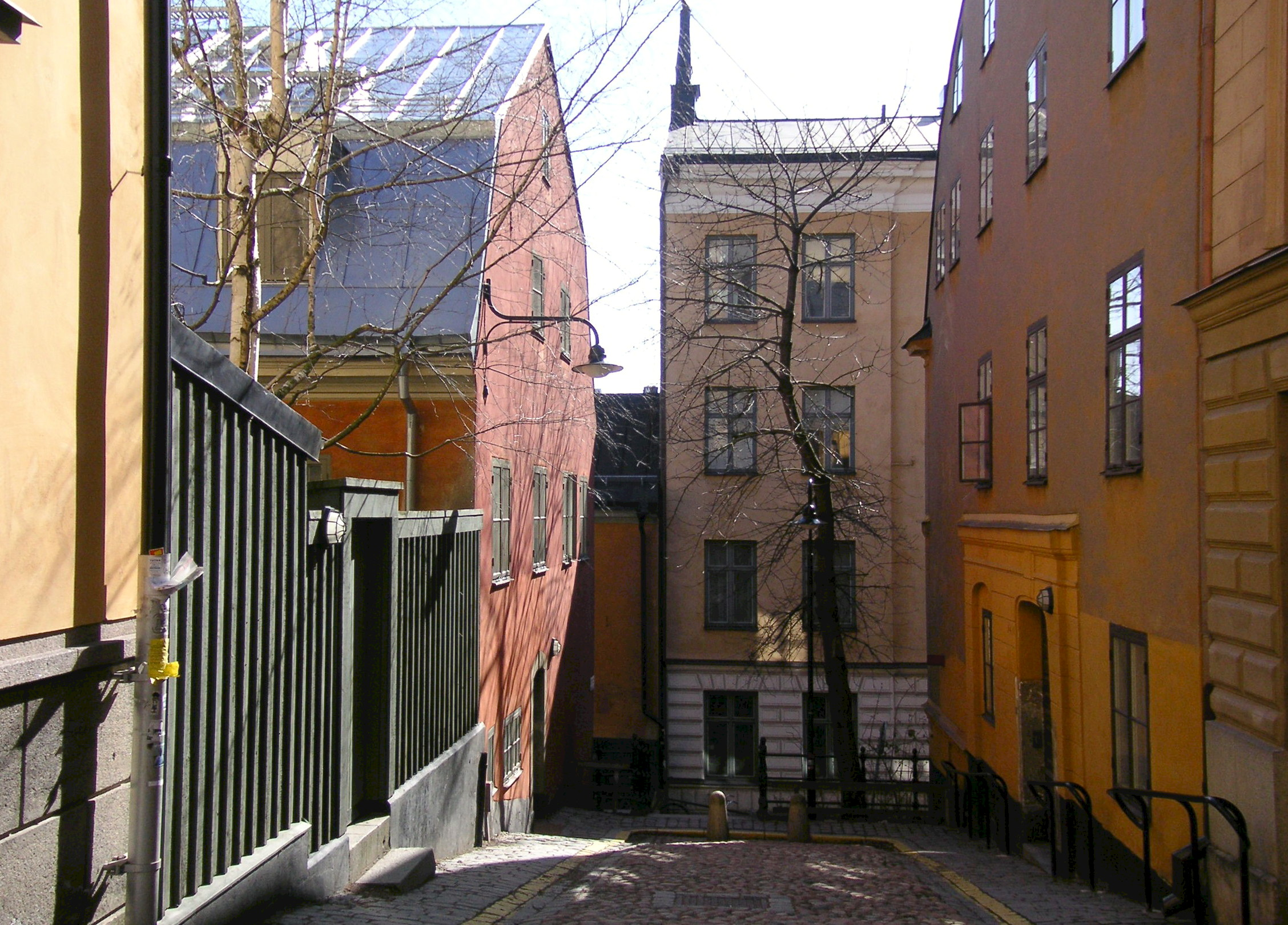
Till vänster Ugglan större 6, till höger Ugglan mindre 8, vy från Ugglegränd.
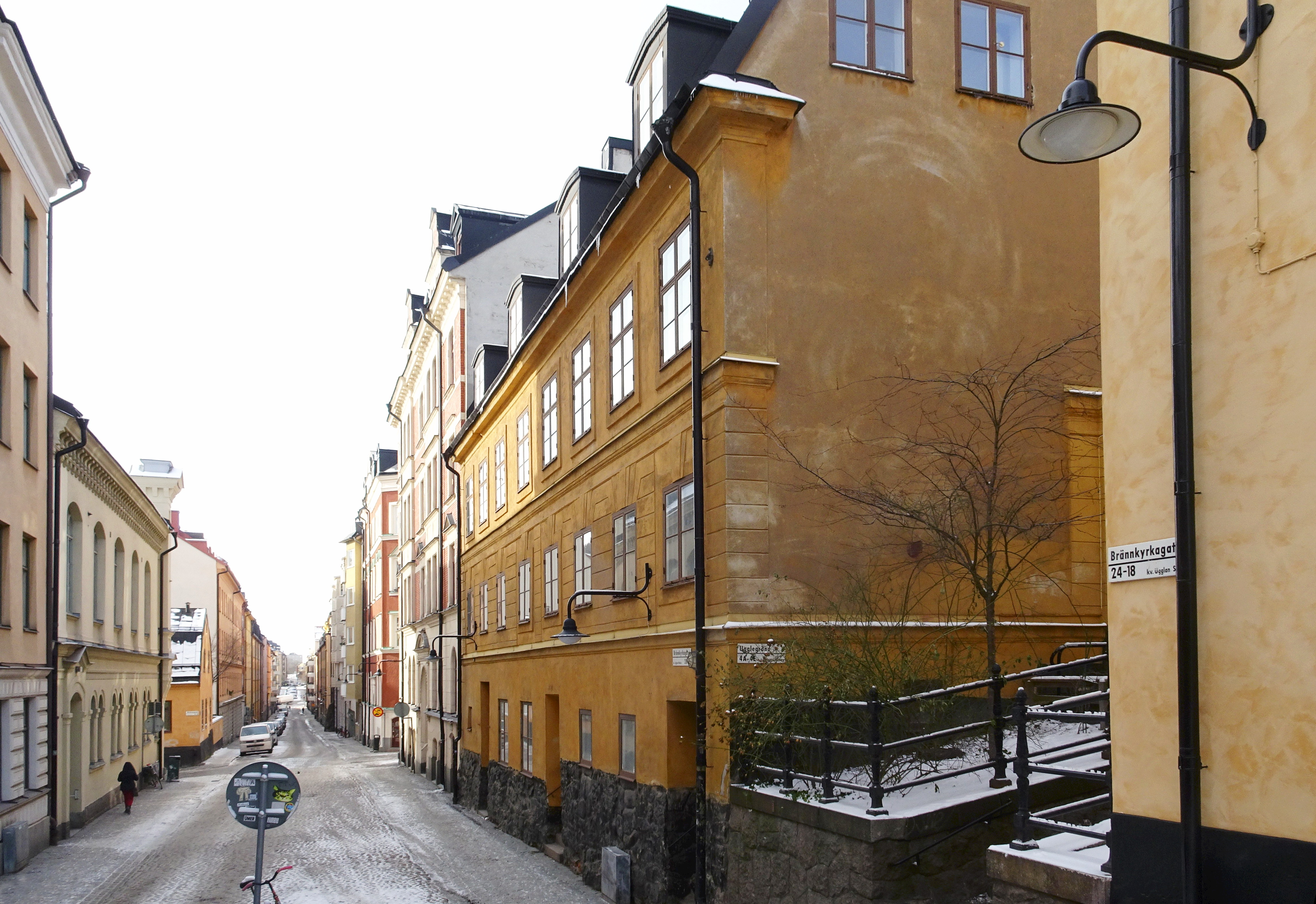
Ugglan mindre 8, Wilhelm Elies hus och Brännkyrkagatan mot väster.

## Noter

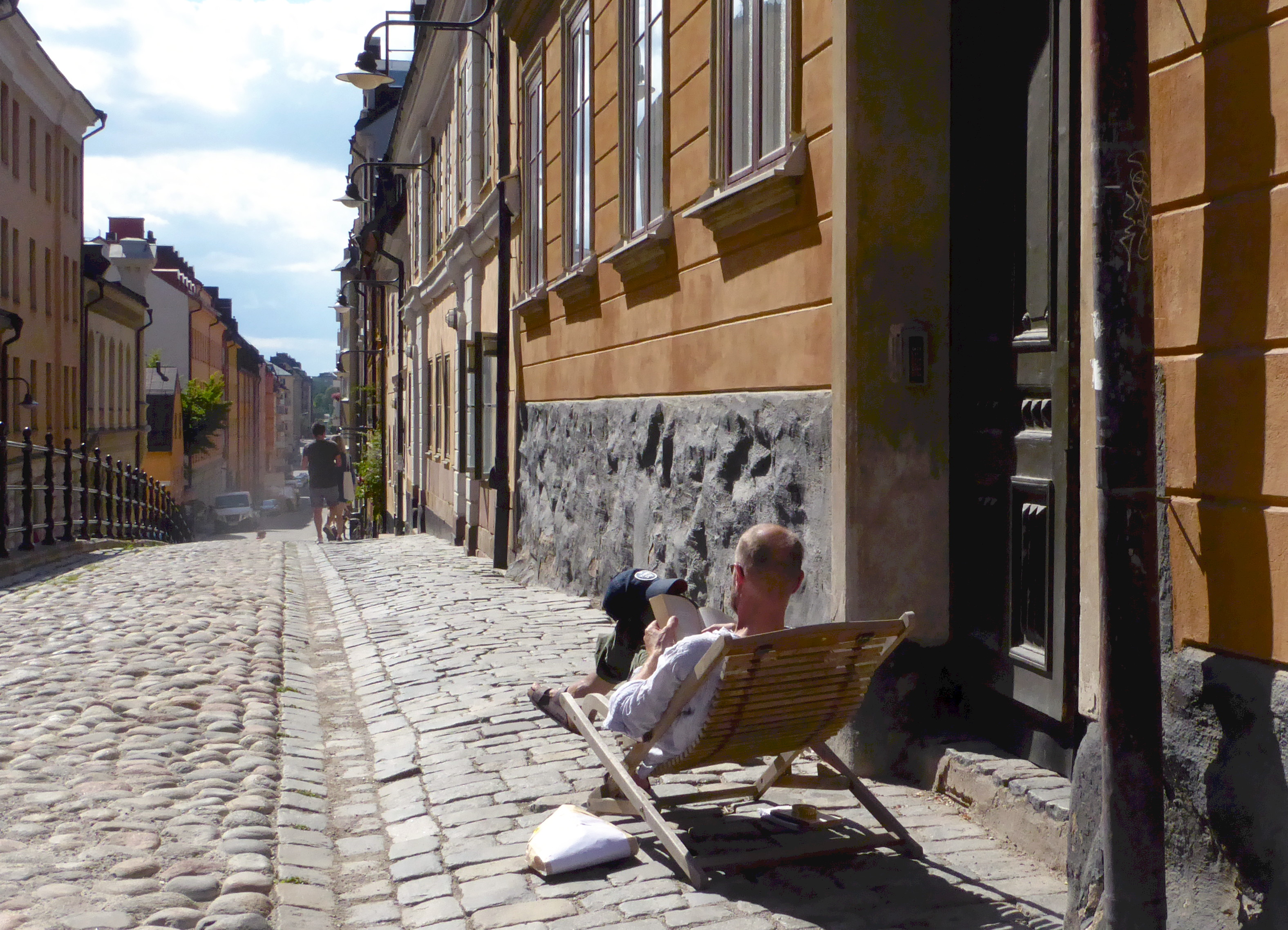
Utanför Brännkyrkagatan 18 en varm sommardag 2018.